# Le canzoni d'amore di Gianni Meccia
Le canzoni d'amore di Gianni Meccia è l'album di debutto del cantante ed attore italiano Gianni Meccia, pubblicato e distribuito dall'etichetta RCA Italiana (catalogo PML 10353) nel 1963

## Il disco
Come consuetudine, raccoglie i primi successi dell'artista già pubblicati su 45 giri.
Il disegno sulla copertina ritrae i celebri Innamorati di Raymond Peynet.
Già nel 1962 la RCA Italiana aveva pubblicato un'antologia (catalogo SJB-8), con egual titolo e copertina, in formato 7" a 33 giri, contenente:
- Lato A - Il pullover, L'ultima lettera, Sole non calare mai
- Lato B - Il pupazzo, Le case, Il barattolo

si tratta di un'edizione fuori commercio per la Seeburg Corporation, noto costruttore di jukebox

Tutti i brani di quella raccolta, eccetto Il pupazzo, sono stati inseriti in questo primo album.

## I brani
- Cose inutili (titolo senza articolo iniziale)
Testo di Ugo Tognazzi e musica di Gianni Meccia, partecipa al Festival di Sanremo 1962, interpretato da Fausto Cigliano e da Jenny Luna, senza raggiungere la finale.

## Tracce
Edizioni musicali RCA Italiana.
Gli anni indicati sono quelli di pubblicazione del singolo.
Lato A
1. Sole non calare mai – 2:35 (testo: Franco Migliacci, Gianni Meccia – musica: Piero Umiliani) – 1963
2. Dove c'era una volta * – 3:35 (testo: Franco Migliacci, Gianni Meccia – musica: Enrico Polito) – 1961
3. Domenica ti porterò a ballare – 2:28 (testo: Gianni Meccia – musica: Ebe De Paulis) – 1962
4. Le case * – 2:40 (testo: Silvana Simoni – musica: Gianni Meccia) – 1961
5. La ragazza di via Frattina – 2:57 (testo: Franco Migliacci – musica: Gianni Meccia, Enrico Polito) – 1962
6. Il barattolo – 2:56 (Gianni Meccia) – 1960

Lato B
1. L'ultima lettera – 2:47 (testo: Franco Migliacci – musica: Gianni Meccia) – 1961
2. Così pallida – 3:27 (testo: Gianni Meccia – musica: Gianni Meccia, Enrico Polito) – 1962
3. Ci vediamo domani * – 2:32 (testo: Gianni Meccia – musica: Gianni Meccia, Enrico Polito[3]) – 1963
4. Le cose inutili[4] – 3:08 (testo: Ugo Tognazzi – musica: Gianni Meccia) – 1962
5. Il pullover – 2:42 (testo: Franco Migliacci – musica: Gianni Meccia) – 1960 e 1962 (versione con zampogna)
6. Verrà la luna – 3:02 (testo: Franco Migliacci, Gianni Meccia – musica: Piero Umiliani) – 1963

* = Versione diversa rispetto al 45 giri, sul quale arrangiamento e orchestra sono di Ennio Morricone.

## Formazione
- Gianni Meccia - voce

### Accompagnamento
- Ennio Morricone - arrangiamento, direzione d'orchestra e orchestra

eccetto
- Enrico Polito e il suo complesso - arrangiamento in Dove c'era una volta *, Le case *
- Pat Bodio - arrangiamento, direzione d'orchestra e orchestra in Domenica ti porterò a ballare

### Altri musicisti
- I "Cantori Moderni" di Alessandroni - cori in Sole non calare mai, Verrà la luna
- Quartetto OK - cori in Dove c'era una volta, L'ultima lettera
- Coro di Franco Potenza - cori in Così pallida, Le cose inutili